# Lisi Wahl
Lisi Wahl, född 4 februari 1878 i Sibbo, död 13 mars 1960 i Helsingfors, var en finländsk marthaledare.
Wahl studerade konstslöjd både i hemlandet och i England. Efter sitt giftermål med kemisten Walter Wahl flyttade hon till Åbo, där hon anslöt sig till martharörelsen. Hon var en av initiativtagarna till Norna hemslöjd och länge ordförande i dess direktion. 1930–1948 var hon ordförande för Finlands svenska Marthaförbund och gjorde en insats för att inom rörelsen väcka intresset för hemslöjd. Under andra världskriget ledde hon in marthornas verksamhet på beredskaps- och hjälparbete. Hon grundade bland annat på Storgård i Borgå landskommun ett marthahem för äldre som förlorat sina hem i Viborg eller Hangö. En stiftelse som bär Wahls namn utdelar understöd till bland annat bildningsändamål och martharörelsen.